# Христиана
Христиана (африк. Christiana) — административный центр местного муниципалитета Леква-Теемане в районе Рутх Сегомотси Момпати Северо-Западной провинции (ЮАР). Город был основан в 1870 году, после начала в этих местах «алмазной лихорадки», и назван в честь единственной дочери Мартинуса Преториуса — первого президента Южно-Африканской республики.